# آلتو
آلتو (انگلیسی: Alto) نام گونه‌ای از صدا در موسیقی است. در ایتالیایی به معنای صدای بلند است. اما در موسیقی به معنای صدای آواز یا ساز موسیقی بین تنور و سوپرانو، با گسترهٔ تقریبی «سل» (G3) تا «می» (E5) است.

## ویژگی
وقتی این کلمه پسوند نام یک ساز باشد مانند ساکسوفون آلتو، به اندازه‌ای بزرگ‌تر از سوپرانو اشاره دارد. صدای آلتوی مردانهٔ سنتی در اپرای اولیه، کرهای کلیسای آنگلیکان، کوارتتهای مخصوص صدای مردانه و انجمن‌های کرال به کنترتنور نیز معروف‌اند. نوع شیپورمانند و تیز آن که از اجزای الحاقی گسترهٔ صدای مردانهٔ بالا (آلتو) برشمرده می‌شود را خوانندگان به صورت فالستو (فوسه) تولید می‌کنند. این واژه به مثابه شکل اختصاری کنترآلتو نیز به کار می‌رود که گسترهٔ بم (کنترآلتو) صدای زنانه است و نمونه‌اش صدای خواننده انگلیسی کتلین فریر است که صدایی غنی با طنینی پر دارد. هم چنین «هایده» خواننده معروف ایرانی نیز از این صدای بی نظیر برخوردار بوده است. از خوانندگان ایرانی با صدای آلتو می‌توان دلکش و پروین نوری‏ وند که هر کدام صدایی قدرتمند دارند را نام برد.
آلتو همچنین نام فرانسوی ویولا نیز است.

محدوده صوتی

- در مطالعهٔ هارمونی معمولاً چهار قسمت صدایی مورد استفاده قرار می‌گیرد، به‌نام‌های سوپرانو، آلتو، تِنور و باس.[۱]

|  |
|  |
|  |
|  |